# 古松维尔
古松维尔（法語：Goussonville，法語發音：[ɡusɔ̃vil]）是法国伊夫林省的一个市镇，属于芒特拉若利区。

## 地理
古松维尔（48°55'12"N, 1°45'53"E）面积4.66 平方千米，位于法国法蘭西島大區伊夫林省，该省份为法国北部内陆省份，北起瓦兹河谷省，西接厄尔省，西南接厄尔-卢瓦省，东南接埃松省，东临上塞纳省。
与古松维尔接壤的市镇（或旧市镇、城区）包括：阿努维尔莱芒特、埃波讷、瑞莫维尔、塞纳河畔梅济耶尔。

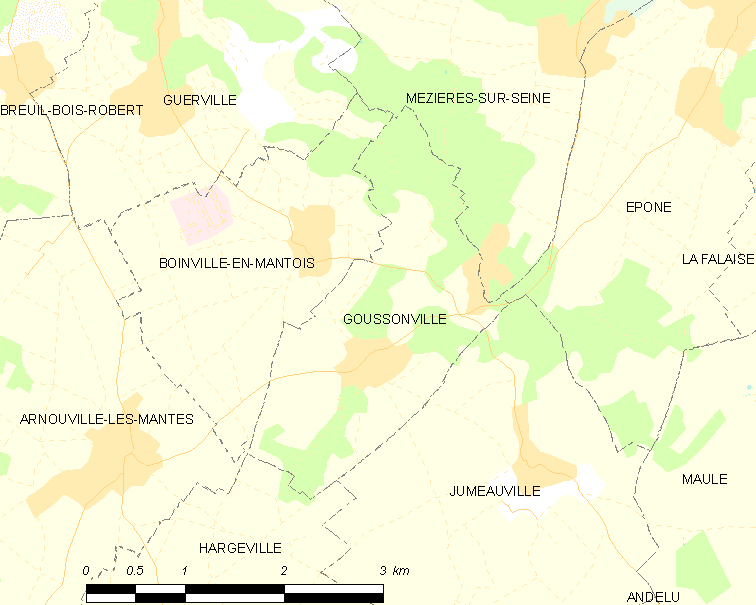
古松维尔的OSM定位图

古松维尔的时区为UTC+01:00、UTC+02:00（夏令时）。

## 行政
古松维尔的邮政编码为78930，INSEE市镇编码为78281。

## 政治
古松维尔所属的省级选区为塞纳河畔博尼耶尔县。

## 人口

1962-2008年间古松维尔人口变化图示

古松维尔于2022年1月1日时的人口数量为643人。